# 海阳镇 (秦皇岛市)
海阳镇，是中华人民共和国河北省秦皇岛市海港区下辖的一个乡镇级行政单位。

## 行政区划
海阳镇下辖以下地区：
海阳一村、海阳二村、海阳三村、海阳四村、范庄村、侯庄村、郭高庄村、栗园村、鲤泮庄村、大苇芝港村、小苇芝港村、温家洼村、青石山村、大里营村、西王岭村、西田家沟村和新周庄村。